# 2nd Super Robot Wars
2nd Super Robot Wars (第2次スーパーロボット大戦) è il secondo capitolo della serie Super Robot Wars, pubblicato il 12 dicembre 1991 in Giappone per Famicom.
Un remake per Game Boy, intitolato 2nd Super Robot Wars G (第2次スーパーロボット大戦G) e dotato di unità e scenari aggiuntivi è stato pubblicato il 30 giugno 1995; nel 1999 è stato portato su Sony PlayStation nella compilation Super Robot Wars Complete Box; nel 2004 è uscita una versione per Game Boy Advance ottenibile come bonus all'interno della confezione di Super Robot Taisen GC. Nel 2011 è uscito digitalmente su PlayStation Network.

## Serie presenti nel gioco
- Serie originali create dalla Banpresto (debutto)
- Mazinga Z
  - Il Grande Mazinga
  - UFO Robot Goldrake (debutto)
- Getter Robot
  - Getter Robot G
- Mobile Suit Gundam
  - Mobile Suit Zeta Gundam
  - Mobile Suit Gundam ZZ
  - Mobile Suit Gundam: Char's Counterattack
  - Mobile Suit Gundam F91
  - Mobile Suit Victory Gundam (debutto nella versione Game Boy)
  - Mobile Fighter G Gundam (debutto nella versione Game Boy)